# XrossMediaBar

logo

De XrossMediaBar, cross-media bar of afgekort XMB, is een grafische gebruikersomgeving ontwikkeld door Sony Computer Entertainment. De interface gebruikt een horizontale balk met icoontjes die dienstdoen als categorieën, met daaronder, in een verticale balk de mogelijkheden en opties binnen die categorie. Navigeren door het menu doet men met pijltjestoetsen.

## Introductie en gebruik
Het XMB-menu kwam voor het eerst voor op de PSX. Het XMB maakte zijn eerste echte introductie op de PlayStation Portable en 2 jaar later op de PlayStation 3. Ook wordt het XMB sinds 2006 gebruikt in nieuwe generaties van Sony's BRAVIA high-end TVs. Ook Blu-ray spelers van Sony werden ermee uitgerust. Tevens werden Sony's Cyber-shot camera's ermee uitgerust. Op sommige smartphones deed het dienst als menu bij het bekijken en beheren van multimedia. VAIO-laptops van Sony kregen ook het XMB-menu.

## PlayStation Portable XMB
Op de PlayStation Portable zijn de opties binnen een categorie te gebruiken zodra deze met de pijltjestoetsen wordt geselecteerd. De beschikbare categorieën zijn in PSP-systeemsoftware versie 6.60, van links naar rechts en enkel voor de PSP-1000, PSP-2000, PSP-3000 en PSP-N1000 (PSPgo), Instellingen, Extra's, Foto, Muziek, Video, Game, Netwerk en PlayStation Network. Voor de PSP-E1000 is dat van links naar rechts in PSP-systeemsoftware versie 6.50, Instellingen, Extra's, Foto, Muziek, Video en Game. En optie binnen een categorie is te selecteren door op de xross-toets te drukken. De optie verlaten is mogelijk door op de circle-toets te drukken of de linkerpijl-toets. Sommige items hebben een optiemenu dat kan worden opgeroepen met de triangel-toets. Het XMB ondersteund een beperkte vorm van multitasking. Dit is mogelijk door bij de PSP-1000 en PSP-2000 op de 'Home'-knop te drukken. Bij de PSP-3000, PSP-N1000 en PSP-E1000 kan dit door op de 'PS'-toets te drukken.
De kleur van het XMB-menu verandert elke maand van kleur, dit is ieder jaar op dezelfde maand dezelfde kleur. Sinds PSP-systeemsoftware versie 2.00 is het mogelijk om zelf een kleur te kiezen. Ook een afbeelding als achtergrond gebruiken werd mogelijk. In versie 5.00 werd de wave op de achtergrond vervangen door een nieuwe wave. In andere updates kwamen er extra kleuren beschikbaar om uit te kiezen, behalve voor de PSP-1000. Sinds versie 5.00 is de categorie PlayStation Network samen met de PlayStation Store aan het XMB toegevoegd. In versie 6.20 werd de categorie Extra's toegevoegd.
| Maand | Januari | Februari | Maart | April | Mei | Juni | Juli | Augustus | September | Oktober | November | December |
| Kleur |         |          |       |       |     |      |      |          |           |         |          |          |

## PlayStation 3 XMB
Het XMB-menu van de PlayStation 3 bevat 10 categorieën, 2 meer dan de PSP (1000, 2000, 3000 en N1000) en 4 meer dan de PSP-E1000: Gebruikers, Instellingen, Foto, Muziek, Video, TV/Video service, Game, Netwerk, PlayStation Network en Vrienden. De bewegende lijnen op de achtergrond, zoals bij de PSP, zijn eerder gecondenseerd tot een lint.

### In-game menu
Hoewel het de bedoeling was om bij de introductie van de PlayStation 3 het in-game menu te lanceren, werd dit uitgesteld naar een update vanwege technische problemen. Op 2 juli 2008 werd het dan toch gelanceerd in PS3-systeemsoftware versie 2.40. 11 uur na de verspreiding werd de update ingetrokken door problemen die opdoken bij een kleine groep die de update al hadden kunnen testen. Deze gebruikers kregen de mogelijkheid om te downgraden naar versie 2.36, de toe voorlaatste versie. Later werd versie 2.41 gelanceerd die de problemen moest verhelpen. Met het in-game XMB werd het mogelijk om eigen muziek te spelen tijdens het spelen van spellen, maar deze optie moest door de game-ontwikkelaars worden in- of uitgeschakeld worden. SCEA meld dat het in-game XMB de meest gevraagde optie voor de PS3 in 2007 was.

### XMB-kleuren
Bij de PS3 verandert de kleur vanaf 3 dagen voor de 15de en 24ste van iedere maand. De helderheid van die kleuren verandert ook ieder uur.
| Datum | Jan 15 | Jan 24 | Feb 15 | Feb 24 | Maa 15 | Maa 24 | Apr 15 | Apr 24 | Mei 15 | Mei 24 | Jun 15 | Jun 24 | Jul 15 | Jul 24 | Aug 15 | Aug 24 | Sep 15 | Sep 24 | Okt 15 | Okt 24 | Nov 15 | Nov 24 | Dec 15 | Dec 24 |
| Kleur |        |        |        |        |        |        |        |        |        |        |        |        |        |        |        |        |        |        |        |        |        |        |        |        |

| Tijd | 00 | 01 | 02 | 03 | 04 | 05 | 06 | 07 | 08 | 09 | 10 | 11 | 12 | 13 | 14 | 15 | 16 | 17 | 18 | 19 | 20 | 21 | 22 | 23 |
| Tint |    |    |    |    |    |    |    |    |    |    |    |    |    |    |    |    |    |    |    |    |    |    |    |    |

Sinds PS3-systeemsoftware versie 1.90, gelanceerd op 23 juli 2007, is het mogelijk om zelf een afbeelding als achtergrond te gebruiken. In versie 2.00 werd het mogelijk om de kleur ook zelf te bepalen (zelfde kleuren als bij de PSP) en de helderheid van de kleur. Versie 2.00 gaf ook de optie om het lettertype van het XMB aan te passen. Ook werd het mogelijk om thema's te installeren die de achtergrond, kleur, lettertype, iconen en in sommige gevallen het geluid bij een klik. Sinds versie 3.00 werd nog eens een glitter-effect toegevoegd aan de standaard wave.